# Кајак и кану на Летњим олимпијским играма 1936 — Ф-2 10.000 метара за мушкарце
Такмичење у склопивом кајаку двоседу (Ф-2) на 10.000 м  на Летњим олимпијским играма 1936. одржано је 7. августа на регатној стази Берлин — Гринау. 
Дисциплиа склопиви кајак Ф-2 на 10.000 метара, била је први и последњи пут на олимпијском програму.
На такмичењу је учествовало 26 такмичара из 13 земаља који су веслали само финалну трку. 

## Освајачи медаља
|                                          |                              |                                         |
| Ерик Бладстрем · Свен Јохансон · Шведска | Вили Хорн Ерих Ханиш Немачка | Пит Вајдекоп · Кес Вајдекоп · Холандија |

## Резултати

### Финале
| Пласман | Кајакаши                      | Земља                | Резултат |
| ------- | ----------------------------- | -------------------- | -------- |
|         | Ерик Бладстрем Свен Јохансон  | Шведска              | 45:48,9  |
|         | Вили Хорн Ерих Ханиш          | Немачка              | 45:49,.2 |
|         | Пит Вајдекоп Кес Вајдекоп     | Холандија            | 46:12,4  |
| 4.      | Адолф Кајнц Алфонс Дорфнер    | Аустрија             | 46:26,1  |
| 5.      | Отакар Коуба Лудвик Клима     | Чехословачка         | 47:46,2  |
| 6.      | Еуген Кноблаух Емил Ботланг   | Швајцарска           | 47:54,4  |
| 7.      | Џон Лајсак Џејмс О'Рорк       | САД                  | 49:46,0  |
| 8.      | Арман Пањул Шарл Паскје       | Белгија              | 49:57,1  |
| 9.      | Alex Brearley John Dudderidge | Уједињено Краљевство | 50:12,0  |
| 10.     | Стенли Потер Френк Вилис      | Канада               | 50:31,9  |
| 11.     | Метод Габршчек Бојан Савник   | Југославија          | 50:36,4  |
| 12.     | Иштван Колнаи Тибор Пор       | Мађарска             | 50:46,4  |
| 13.     | Андре Зимер Жан Строс         | Луксембург           | 50:47,1  |